# Sensenti (ort)
Sensenti är en ort i Honduras.   Den ligger i departementet Departamento de Ocotepeque, i den västra delen av landet, 190 km väster om huvudstaden Tegucigalpa. Sensenti ligger 872 meter över havet och antalet invånare är 1 551.
Terrängen runt Sensenti är kuperad åt sydost, men åt nordväst är den platt. Sensenti ligger nere i en dal. Runt Sensenti är det ganska tätbefolkat, med 78 invånare per kvadratkilometer. Närmaste större samhälle är San Marcos, 9,4 km söder om Sensenti. Omgivningarna runt Sensenti är en mosaik av jordbruksmark och naturlig växtlighet.